# Flandriencross 2014
De 13e editie van de Flandriencross in Hamme werd gehouden op 30 november 2014. De wedstrijd maakte deel uit van de Bpost bank trofee 2014-2015. In 2013 won de Belg Niels Albert. Deze editie werd gewonnen door zijn landgenoot Wout van Aert.

## Mannen elite

### Uitslag
| Plaats  | Naam                 | Ploeg                         | Tijd     |
| ------- | -------------------- | ----------------------------- | -------- |
| Winnaar | Wout van Aert        | Vastgoedservice-Golden Palace | 1u03'52" |
| 2       | Mathieu van der Poel | BKCP-Powerplus                | z.t.     |
| 3       | Philipp Walsleben    | BKCP-Powerplus                | + 7"     |
| 4       | Sven Nys             | Crelan-AA Drink               | + 8"     |
| 5       | Kevin Pauwels        | Sunweb-Napoleon Games         | z.t.     |
| 6       | Lars van der Haar    | Giant-Shimano DT              | z.t.     |
| 7       | Jens Adams           | Vastgoedservice-Golden Palace | z.t.     |
| 8       | Marcel Meisen        | Corendon-Kwadro               | z.t.     |
| 9       | Sven Vanthourenhout  | Crelan-AA Drink               | + 12"    |
| 10      | Julien Taramarcaz    | Corendon-Kwadro               | z.t.     |
| 11      | 0                    |                               |          |
| 12      | 0                    |                               |          |
| 13      | 0                    |                               |          |
| 14      | 0                    |                               |          |
| 15      | 0                    |                               |          |

| Pos. | Punten |
| ---- | ------ |
| 1    | 80     |
| 2    | 60     |
| 3    | 40     |
| 4    | 30     |
| 5    | 25     |
| 6    | 20     |
| 7    | 17     |
| 8    | 15     |
| 9    | 12     |
| 10   | 10     |
| 11   | 8      |
| 12   | 5      |
| 13   | 4      |
| 14   | 2      |
| 15   | 1      |

2002 · 
2003 · 
2004 · 
2005 · 
2006 · 
2007 · 
2008 · 
2009 ·
2010 · 
2011 · 
2012 · 
2013 ·  
2014 ·  
2015 ·  
2016 ·  
2017 ·  
2018 ·  
2019 ·
2021 ·
2022 ·
2023 ·
2024 (januari) ·
2024 (november)
 GP Mario De Clercq · 
 Koppenbergcross · 
 Flandriencross · 
 GP van Hasselt · 
 GP Rouwmoer · 
 Azencross · 
 GP Sven Nys · 
 Krawatencross